# Cuivre (rivière)
Pour les articles homonymes, voir Cuivre (homonymie).
La rivière Cuivre, (anglais : Cuivre River), est un cours d'eau qui coule dans le centre-est de l'État du Missouri. Elle est un affluent du fleuve Mississippi.

## Géographie
D'une longueur de 66,9 km, elle prend ses deux principales sources, la West Cuivre et la North Cuivre, au centre de l'État du Missouri, la West Cuivre dans le Comté d'Audrain, à l'Est de la ville de Mexico, siège du comté d'Audrain et non loin de la source de la rivière Loutre ; et la North Cuivre au Nord de la ville de Troy dans le comté de Lincoln.
Après un parcours sinueux, la rivière Cuivre se jette dans le fleuve Mississippi en deux branches formant une île dénommée Cuivre Island.

## Histoire
Ce sont les trappeurs et coureurs des bois français et Canadiens-Français, à l'époque de la Louisiane française, qui donnèrent le nom de Cuivre à cette rivière en raison de la présence de ce métal autour de ce cours d'eau.